# Pueblo Murri
Los murri son un pueblo aborigen australiano originario del actual estado de Queensland. El término es, en ocasiones, asociado erróneamente con pueblos de otras partes de Australia. Los murri comprenden un grupo de tribus y grupos familiares extendidos a lo largo de la región (como los yugarabul, los jagera, los pueblos de Coorparoo, y el pueblo kwiambal de más al sur). Las comunidades aborígenes de otras regiones de Australia incluyen a los koori, anangu, noongar y nunga, entre otras.
Muchos murris fueron desplazados forzosamente de sus tierras y reubicados en misiones junto contras tribus con las que puede no hayan tenido relaciones amigables. Entre 1900 y 1972, una gran cantidad de niños murri fueron parte de las generaciones robadas.
La situación del pueblo murri ha venido mejorando a lo largo de los años, en 1967 recibieron el derecho al voto, junto con libre acceso al Parque Musgrave; hoy en día son dueños y operadores de la radio murri, y cortes para los murri fueron establecidas en 2002.